# Casa dei Giornalisti
La casa dei Giornalisti è un edificio residenziale multipiano di Milano.

## Storia
La costruzione dell'edificio venne commissionata all'architetto Giovanni Muzio dal Sindacato Interprovinciale Giornalisti Lombardi.
I lavori ebbero inizio nel 1934 e si conclusero nel 1936 con l'inaugurazione il 31 ottobre alla presenza di Mussolini.

## Descrizione
La casa occupa un lotto posto all'angolo fra viale Monte Santo, su cui prospetta la facciata principale e via Appiani; conta 7 piani più il terreno, dove si trovavano la sede del Circolo della Stampa e alcuni spazi comuni.
La struttura portante, in calcestruzzo armato, consentì una certa libertà nel disegno degli appartamenti, variamente distribuiti a seconda dei piani; in totale gli appartamenti sono 29, con un'ampiezza variabile da 4 a 12 locali. La costruzione fu improntata a criteri di rigida economia, anche a causa della difficoltà di approvvigionamento dovute alle sanzioni economiche internazionali.
Gli esterni, di aspetto severo, sono rivestiti in mattoni e pietra.

### Fonti
- Plinio Marconi, La casa dei giornalisti italiani a Milano, in Architettura, 1937,  pp. 152-156.
- Annegret Burg, Novecento milanese, Milano, Federico Motta, 1991,  p. 169, ISBN 88-7179-025-1.

### Testi di approfondimento
- Casa dei giornalisti, in Edilizia Moderna, n. 26, 1938.
- Bruno Moretti, Case d'abitazione in Italia, Milano, Hoepli, 1939,  pp. 145-148, ISBN non esistente, SBN PAV0106911.
- Antonio Cassi Ramelli, Case, Milano, Vallardi, 1945,  p. 90, ISBN non esistente, SBN VEA0068540.
- Gianni Mezzanotte, Giovanni Muzio. Architetture francescane, Milano, Eris, 1974,  p. 65, ISBN non esistente, SBN MIL0000765.